# Nicephora mirabilis
Nicephora mirabilis är en insektsart som beskrevs av Bolívar, I. 1900. Nicephora mirabilis ingår i släktet Nicephora och familjen vårtbitare. Inga underarter finns listade i Catalogue of Life.